# Čtvrtá pětiletka (Jugoslávie)
Čtvrtý pětiletý plán byl v Jugoslávii schválen na začátku roku 1966. Vycházel z hospodářské reformy, která byla schválena jen o rok dříve, a která měla vyřešit problémy, které naplno vyplynuly při předchozím pětiletém plánu. Věnoval se období let 1966–1970.
Výsledkem reformy, která měla zabránit nástupu liberalizačních tendencí, nezaměstnanosti a decentralizace, však byla naopak přílišná centralizace[zdroj?], stagnace národního hospodářství a téměř nulový přírůstek pracovních sil, tj. jednotlivé jugoslávské firmy vyhlásily stop-stav nabírání nových zaměstnanců. Tempo růstu domácího produktu pokleslo z hodnot 13–14 % ročně na 2–5 % ročně, a v některých odvětvích byl znatený pokles. Jugoslávská vláda snížila objem investic do rozvoje hospodářství a devalvovala měnu.
Platy v zemi rostly rychleji, než produktivita práce, což bylo zapříčiněno tím, že svazová vláda odstranila veškerou regulaci výše platů s výjimkou stanovení minimální mzdy. Pozitivní dopad měl však tento krok na to, že jednotlivé podniky mohly dobře odměňovat úspěšné zaměstnance a ztrátové podniky nemohly nabídnout vysoké mzdy a naopak musely apelovat na zlepšení jednotlivých pracovních výkonů. Tím se měla zvýšit efektivita domácího hospodářství.
Nezaměstnanost, která začala značně růst, vedla k odlivu pracovní síly do zahraničí. V roce 1968 pracovalo 400 000 obyvatel SFRJ v zahraničí.